# Kanton Sinnamary
Der Kanton Sinnamary war ein französischer Kanton im Arrondissement Cayenne in Französisch-Guayana.
Der Kanton hatte 3373 Einwohner (Stand 2012) und bestand aus zwei Gemeinden:
- Saint-Élie
- Sinnamary (Hauptort)